# Паркер, Трей
Рэндольф Северн (Трей) Паркер III (англ. Randolph Severn Parker III, Trey Parker; род. 19 октября 1969, Конифер, штат Колорадо) — американский киноактёр (в том числе актёр озвучивания), аниматор, кинорежиссёр, музыкант и сценарист. Обладатель премий «Эмми», «Game Critics Awards» «Грэмми», «Тони», номинации на «Оскар». Наиболее известен как создатель мультсериала «Южный Парк» совместно с Мэттом Стоуном.

## Биография
Рэндольф Северн Паркер III родился в Конифере, Колорадо, и был младшим из двух детей Рэнди Паркера и Шерон Паркер (которые послужили прототипами героев «South Park» Рэнди и Шерон Марш); старшей была сестра, Шелли Паркер, которая стала прототипом Шелли Марш в сериале. Отец Паркера одно время пытался увлечь своего сына буддийскими учениями философа Алана Уотса. В 1985 году Паркер и его друг Дэйв Гудман, который позже поучаствует в качестве сценариста в некоторых эпизодах 1-3 сезонов «South Park», записали на магнитофонную кассету альбом Immature: A Collection of Love Ballads For The '80’s Man; он был закончен в 1987 году, позже несколько его копий продавались на eBay. Паркер учился в West Jefferson Junior High School, а после — в Evergreen High School в Эвергрине, Колорадо (там он был избран «клоуном класса»); он выпустился из школы в Эвергрине в 1988 году.
После школы Паркер начал учиться в Музыкальном колледже Беркли в Бостоне, но вскоре перешёл в Университет Колорадо в Боулдере, где и познакомился с Мэттом Стоуном. В то время главным интересом Паркера была музыка, однако постепенно его начинала интересовать съёмка фильмов; он начал посещать специальные курсы, чтобы ознакомиться с подробностями съёмочного процесса. В университете Паркер снял целый ряд короткометражных анимационных фильмов, включая American History, которая получила приз Student Academy Award, и Дух Рождества: Иисус против Фрости совместно со Стоуном. Вопрос о том, был ли он выгнан из Университета, остаётся открытым, однако сам Паркер в интервью признал, что причиной окончания учёбы стало непосещение занятий в течение «примерно семестра» по причине съёмок фильма «Каннибал! Мюзикл».
Этот фильм, первый крупный проект Паркера и Стоуна, был выдержанным в духе чёрной комедии с элементами мюзикла рассказом об Альфреде Пакере — путешественнике и первом в истории США человеке, осуждённом за каннибализм. В течение лета Паркер снял трейлер, с помощью которого в дальнейшем смог найти деньги на съёмку всей картины; съёмки начались во время летних каникул 1993 года, однако выпуск фильма состоялся только в 1996 году, когда права на него купила компания Troma. Она также переименовала фильм в «Cannibal! The Musical» вместо изначального «Alferd Packer, The Musical».
На этот студенческий фильм Паркера в 1995 году обратил внимание один из руководителей Fox, Брайан Грэден, который попросил Паркера и Стоуна снять для него рождественскую видео-открытку. Так появился короткометражный мультфильм Дух Рождества: Иисус против Санты, в котором в будущем знаменитые персонажи Стэн, Кайл, Картман и Кенни наблюдали за битвой Иисуса и Санты за право руководить Рождеством.
В том же году Паркер при участии Стоуна снял пилотную серию запланированного сериала под названием Time Warped для Fox — это была псевдодокументальная сатирическая музыкальная история об Аароне и Моисее при участии актёров из «Каннибала». Руководство Fox решило, что эту идею лучше применить в рамках детского шоу, и Паркер сделал вторую пилотную серию — отсылающую к «Ромео и Джульетте» историю о любви между Человеком прямоходящим и австралопитеком на фоне вражды их видов для Fox Kids. Однако после выпуска Aaron и Rom & Jul проект был закрыт.
В 1997 году Паркер выступил в роли сопродюсера, сосценариста (совместно со Стоуном) и режиссёра своего второго полнометражного фильма — «Оргазмо», истории о мормоне, который случайно попадает в Лос-Анджелесский порнобизнес. По причине получения фильмом жёсткого рейтинга NC-17 по версии Киноассоциации Америки он не получил широкого проката. В том же году благодаря популярности двух короткометражных мультфильмов «Дух Рождества» начался самый известный проект Паркера и Стоуна — «Южный Парк»; они были наняты каналом Comedy Central снять шоу на основе персонажей из «Иисуса против Санты». Премьера первого эпизода сериала состоялась 13 августа 1997 года.
Первоначально Паркер и Стоун считали, что шоу продержится около шести серий, и рассматривали изготовление мультсериала только как средство продвижения для своей рок-группы. Группа, в которой Паркер выступил в роли лид-вокалиста и клавишника, была названа DVDA в честь упомянутой в «Оргазмо» сексуальной позиции «двойной вагинальный — двойной анальный». Несмотря на то, что DVDA не выпустили ни одного студийного альбома и в настоящий момент неактивна, они выступали на разогреве у Primus и Ween, их песни вошли на саундтреки ко многим проектам Паркера и Стоуна (например, «America Fuck Yeah» из «Команды Америка»); в Интернете стала популярна их юмористическая песня «I am Chewbacca».
В 1998 году Паркер, Стоун, а также Дайан Бахар и Ясмин Блит снялись в фильме известного комедийного режиссёра Дэвида Цукера «БЕЙСкетбол». Сюжет фильма рассказывает историю о троих друзьях, которые делают придуманную ими дворовую игру популярной и попадают в мир профессионального спорта. Позже Паркер спародировал этот фильм в эпизоде «Южного Парка» «Страсти жидовы»: там Стэн говорит, что хочет вернуть деньги за «отстойный» по его мнению фильм «Страсти Христовы» «так же, как раньше вернул за „БЕЙСкетбол“».
В 1999 году вышел полнометражный фильм на основе «Южного Парка» — «Южный Парк: Большой, длинный, необрезанный», добившийся значительного критического успеха и номинированный на «Оскар» за песню «Blame Canada». Однако, награда в этой номинации отошла к Филу Коллинзу, который позже был спародирован в нескольких эпизодах «South Park».
В 2000 году контракт на South Park был продлён ещё на три сезона, и параллельно Паркер и Стоун задумались о создании сыгранного вживую ситкома. Возникла идея использовать в качестве главного героя сериала президента США, который был бы показан непосредственным и чудаковатым персонажем, попадающим в шаблонные для ситкомов ситуации, причём параллельно с этим в сериях должны были затрагиваться острые политические вопросы. Во время президентских выборов 2000 года шла работа в большей степени над созданием сериала о Эле Горе — Паркер был уверен, что победит он; однако после победы Джорджа Буша возникла идея шоу «Это мой Буш!», 8 эпизодов которого вышли в 2001 году. Каждая из серий этого сериала была построена по задуманной схеме. Шоу было решено не оставлять на второй сезон из-за невысоких рейтингов, не соответствовавших затратам на создание одного эпизода (около $700,000).
В 2003 году был в очередной раз продлён контракт на South Park. В октябре 2004 года вышел полнометражный кукольный мультфильм «Команда Америка: мировая полиция»; Паркер является создателем фильма вместе со Стоуном, сопродюсером, сосценаристом и одним из ведущих актёров озвучивания. «Команда Америка» — злая сатирическая комедия, пародирующая одновременно шаблонные фильмы в духе Джерри Брукхаймера и Майкла Бэя, кукольный мультфильм Thunderbirds TV, на основе которого создавались герои, типичные представления об «американской мечте», и американский ура-патриотизм и доходящую до абсурда в своих методах борьбу с терроризмом.
9 сентября 2005 года контракт с Comedy Central на South Park был в очередной раз продлён — до 12 сезона. Это удивило фанатов, поскольку в интервью Паркер и Стоун неоднократно упоминали, что устали во время работы над «Командой Америка» и не хотят пока что делать абсолютно ничего.
Одно время ходили слухи, что Паркер и Стоун работают над сценическим мюзиклом вместе с создателями Avenue Q Робертом Лопесом и Джеффом Марксом. Также у Паркера и Стоуна возникла идея создать на базе сотрудничества с Paramount свою компанию. В 2006 был заключён трёхгодовой контракт на сотрудничество с Paramount Pictures; компания была названа Trunity, a Mediar company и создана как часть True Mediar, a Unity Corpbopoly. И Paramount, и Comedy Central принадлежат компании Viacom и продолжают сотрудничать даже после того, как та разделилась на две в конце 2005 года.
В настоящее время известно о том, что Паркер и Стоун планируют два новых фильма. Первый, «My All-American», должен стать комедией, действие которой происходит в средней школе. Предполагается, что он должен был выйти в 2008 году. Второй, «Giant Monsters Attack Japan!» (рус. Гигантские монстры атакуют Японию!) — пародия на японские фильмы вроде цикла о Годзилле, — должен был выйти в 2009 году. Трей Паркер также исполнил вокал в заглавной песне для шоу Adult Swim Saul of the Molemen. 26 августа 2007 года из New York Times стало известно, что Паркер и Стоун продлили контракт на South Park с Comedy Central ещё на три сезона, то есть в общей сложности должно выйти 15 сезонов. 28 сентября 2007 года Паркер и Стоун купили права на шоу канадского производства Kenny vs. Spenny, которое начало демонстрироваться на Comedy Central 14 ноября 2007 года с десятью старыми и новыми эпизодами.
В январе 2006 года Паркер женился на Эмме Сагиямо, развёлся в 2008 году. Позже начал встречаться с Буги Тиллмон, на которой женился в апреле 2014. От второго брака есть дочь. В настоящее время он проживает в Лос-Анджелесе.

## Личные взгляды
- В «Южном Парке» многократно высмеивались различные религиозные организации; тем не менее, сам Паркер также известен критическими высказываниями об атеизме. В сентябре 2006 года в интервью программе Nightline канала ABC news, Паркер обозначил религиозные взгляды. Когда интервьюер, Джейк Теппер, спросил Паркера, верит ли он в Бога, тот ответил: «Да». Паркер верит, что есть знания, которыми человечество пока не обладает и предупредил, что объяснения его веры заняли бы много времени. Паркер верит, что все религии глупы. Он утверждает, что «Все религии для меня сверхвесёлые… История Иисуса не имеет для меня смысла. Бог послал своего единственного сына. Почему у Бога может быть только один сын, и почему он должен умереть? Это на самом деле плохой сценарий. И он действительно ужасен примерно во втором акте.» Паркер затем заметил, «По существу, из всех нелепых религиозных историй, которые весьма и весьма смешны — глупейшая, которую я слышал, это гигантская Вселенная, которая постепенно расширяется и должна разрушиться сама по себе, а мы все есть просто потому, что мы все есть. Лично для меня это — нелепейшее объяснение из всех»[14][15]. Он также уточнил, что ему потребовалось долгое время, чтобы осознать свою веру в Бога. Стоун добавил: «Я по-прежнему этого не понимаю».
- В университете Паркер выучил японский и в дальнейшем всегда сохранял значительный интерес к японским языку и культуре[16]. Также он знает суахили[17].

## Фильмография

### Студенческие фильмы
- 1989 — Гигантские бобры Шри-Ланки (англ. The Giant Beavers of Sri Lanka)
- 1990 — Первое свидание (англ. First Date)
- 1991 — Американская история (англ. American History)

### Совместно сМэттом Стоуном
- 1993 — Каннибал! Мюзикл (выпущен 1996), под названием Juan Schwartz[18] — композитор, соавтор сценария, актёр, режиссёр
- 1995 — Твоя студия и ты — режиссёр, соавтор сценария
- 1995 — Искажённое время — телесериал, 2 пилотные серии
- 1992 — Дух Рождества (Иисус против Санты — 1995)
- 1997 — Оргазмо — актёр, соавтор сценария, режиссёр
- 1997—н. в. — Южный Парк (телесериал) — создатель, актёр озвучивания, автор сценария, композитор, режиссёр, продюсер
- 1998 — БЕЙСкетбол — актёр
- 1999 — Южный Парк: Большой, длинный, необрезанный — режиссёр, соавтор сценария, актёр озвучивания, композитор
- 2000 — «Even If You Don’t» (видеоклип Ween)
- 2001 — Это мой Буш! (телесериал), — создатель, автор сценария, продюсер, композитор
- 2003 — Принцесса (сериал, анимированный на Flash, 2 серии) — соавтор сценария, актёр озвучивания, продюсер, режиссёр
- 2004 — Команда Америка: мировая полиция — соавтор сценария, актёр озвучивания, продюсер, режиссёр
- 2011 — My All American
- 2009 — Giant Monsters Attack Japan!
- 2011 — Книга мормона

### Другое
- 1999 — How’s Your News? — продюсер
- 1999 — 3 Friends & Jerry — актёр
- 1999 — Беспредельный террор — актёр (в титрах не указан)
- 2003—н. в. — Kenny vs. Spenny (телесериал) — продюсер
- 2005 The Aristocrats — приглашённый гость, озвучивание
- 2007 — Эль-Тигре: Приключения Мэнни Ривера  — приглашённый гость, озвучивание
- 2007 — Вокал в заглавной песне телепередачи Adult Swim «Saul of the Mole Men».
- 2017 — Гадкий я 3 — Бальтазар Брейк

### Голоса в «Южном Парке»
| - Стэн Марш - Эрик Картман - Рэнди Марш - Панда Сексуальное Домогательство - Дедушка Марш - Клайд Донован - Мистер Гаррисон - Мистер Хэнки - Бог - Туонг Лу Ким - Санта-Клаус - Мистер Мэки | - Офицер Барбреди - Мисс Заглотник - Тимми Барч - Джимми Волмер - Дуги - Кайл Шварц - Филлип - Сатана - Дог Пу - Доктор Альфонсо Мифесто - многие другие |